# Scott McPherson
Scott McPherson (Columbus, 13 ottobre 1959 – Chicago, 7 novembre 1992) è stato un drammaturgo e attore teatrale statunitense.

## Biografia
Scott McPherson nacque a Columbus, figlio di Peggy Sansbury e Leo McPherson. Dopo la laurea all'Università dell'Ohio, nel 1981 McPherson si trasferì a Chicago, dove cominciò a recitare a teatro con la Steppenwolf Theatre Company di John Malkovich. In quegli anni recitò sulle scene in classici moderni del teatro americano come Piccola città e The Normal Heart.
Dopo aver scritto le opere teatrali 'Til the Fat Lady Sings e Scrape, McPherson ottenne un grande successo con la commedia drammatica La stanza di Marvin, debuttata al Goodman Theatre di Chicago nel 1990; l'anno successivo la pièce fece il suo debutto sulle scene newyorchesi, dove vinse i quattro maggiori premi teatrali dell'Off Broadway: il Drama Desk Award, l'Outer Critics Circle Award, l'Obie Award e il New York Drama Critics' Circle alla migliore opera teatrale.
Dichiaratamente omosessuale, McPherson fu impegnato sentimentalmente con l'attivista Daniel Sotomayor, che morì di AIDS nel febbraio 1992. Nove mesi più tardi, nel novembre dello stesso anno, anche McPherson morì per complicazioni legate all'AIDS all'età di trentatré anni.

## Filmografia

### Sceneggiatore
- La stanza di Marvin (Marvin's Room), regia di Jerry Zaks (1996)